# 신행
신행(信行: 540~594)은 수나라(隋: 581~618) 때 말법사상에 입각한 새로운 불교 종파인 삼계교(三階敎)를 창종한 중국의 승려이다. 신행은 당시 활발했던 말법사상(末法思想)에 입각하여 말법상응(末法相應)의 가르침으로서 설법하였다.
신행은 젊어서 출가하여 불교가 극히 융성하였던 북제(北齊)의 도읍인 업(鄴)에서 공부를 하고 있었는데 577년에 북주(北周)의 무제(武帝)가 북제에 침공해 들어와 흑심한 폐불을 단행하는 것을 목격하게 되었다. 신행도 다분히 도시를 빠져나가 산중에 몸을 숨길 것인가 혹은 환속할 것인가를 강요당하였을 것임에 틀림없다. 이 고통에 찬 심각한 체험을 통하여 그는 현실사회와 그 속에서의 생활을 직시함으로써 아무리 몸부림쳐도 죄악으로부터 멀리 떨어져나갈 수 없는 무지한 자기 자신을 발견하게 되었다.
이러한 경험에 입각하여, 신행은 현실에 살고 있는 인간이 실천할 수 있는 불교는 당연히 지금까지의 것과는 다른 것이어야 한다고 생각하고 581년 북주 대신으로 일어선 수나라(隋)가 불교부흥이라는 새로운 정책을 취하게 되자 다시 상주(相州)에 돌아가 삼계교라는 새로운 불교를 제창하였다.
그가 제창한 삼계교의 교리는 《지장십륜경(地藏十輪經)》에 입각한 것이라고 하며 일체의 불법(佛法)에 3단계(三段階)를 세워 일승(一乘)을 제1 단계, 삼승(三乘)을 제2 단계, 보법(普法)을 제3 단계라 하고 보법만이 말법인 현재에 적합한 것이라고 주장하였다.
고타마 붓다의 입멸 후 500년(제1 단계)과 1000년(제2 단계)의 사람들은 각가 일승과 삼승의 "별법(別法)"에 의하여 증(證)을 얻었으나 1500년을 경과한 현재는 말법시대이므로 제3 단계인 "보법(普法)"에 따르지 않으면 안 된다고 한다. 삼계교, 즉, 제3 단계의 불교는 경(經)도 불보살(佛菩薩)도 선택을 가하지 않고 오로지 이들을 공경하고 그 가르침과 내용을 실천하는 겸허한 태도를 갖지 않으면 안 된다고 하였다. 어떠한 사람도 오직 여래장불(如來藏佛) · 불성불(佛性佛) · 당래불(當來佛)로서 공경하는 것만이 죄악에 충만한 범부(凡夫)가 구제될 수 있는 것이라고 말하면서 동신동행(同信同行)의 실천을 승속(僧俗)에 권장하였다.
신행은 589년에 장안에 들어가 진적사(眞寂寺)에 삼계원(三階院)을 두고 여기에서 신자들과 같이 살며 선교에 힘쓰는 한편 《삼계불법(三階佛法)》 등 기타 많은 저술을 지었다.
신행이 죽은 후에도 제자들의 노력은 커졌으나 600년과 725년 두 차례에 걸쳐 사교(邪敎)로 몰려 교의 신봉이 금지당하고 전적(典籍)도 소멸되었다.

## 참고 문헌
- 이 문서에는 다음커뮤니케이션(현 카카오)에서 GFDL 또는 CC-SA 라이선스로 배포한 글로벌 세계대백과사전의 내용을 기초로 작성된 글이 포함되어 있습니다.